# カサブランカ・グッバイ
「カサブランカ・グッバイ」は、1996年8月21日に発売された鳥羽一郎のシングル。

## 解説
本作は、男女の別れの心境を白いカサブランカの花と共に描いている。作詞は内館牧子、作曲は三木たかしである。
鳥羽は、この曲で1996年の第47回NHK紅白歌合戦および翌1997年の第48回NHK紅白歌合戦に出場した。

## 収録曲
- 両楽曲共に、作詞：内館牧子、作曲：三木たかし、編曲：若草恵

1. カサブランカ・グッバイ（4分55秒）
2. カサブランカ・グッバイ（カラオケ）
3. ハマナスの眠り唄（5分11秒）
4. ハマナスの眠り唄（カラオケ）